# Kamadhoo
Kamadhoo är en ö i Maldiverna.  Den ligger i den norra delen av landet, 130 km nordväst om huvudstaden Malé. Geografiskt är den en del av Södra Maalhosmadulu atoll och tillhör administrativt Baa atoll.